# Clarion (Pennsylvanie)
Pour les articles homonymes, voir Clarion.
Le borough de Clarion est le siège du comté de Clarion, situé dans le Commonwealth de Pennsylvanie, aux États-Unis. Sa population s’élevait à 5 276 habitants lors du recensement de 2010, estimée à 5 342 habitants en 2016.

## Démographie
| Groupe            | Clarion | Pennsylvanie | États-Unis |
| ----------------- | ------- | ------------ | ---------- |
| Blancs            | 91,0    | 81,9         | 72,4       |
| Afro-Américains   | 5,0     | 10,9         | 12,6       |
| Asiatiques        | 1,9     | 2,8          | 4,8        |
| Métis             | 1,6     | 1,9          | 2,9        |
| Autres            | 0,4     | 2,4          | 6,2        |
| Amérindiens       | 0,1     | 0,2          | 0,9        |
| Total             | 100     | 100          | 100        |
|                   |         |              |            |
| Latino-Américains | 1,0     | 5,7          | 16,7       |

Selon l'American Community Survey, pour la période 2011-2015, 93,37 % de la population âgée de plus de 5 ans déclare parler l'anglais à la maison, 1,19 % déclare parler l'hindi, 1,06 % l'allemand, 1,06 % une langue chinoise, 0,70 % le gujarati, 0,57 % l'espagnol, 0,57 % l'italien, 0,51 % le thaï et 0,98 % une autre langue.